# Spójnik (część mowy)
Spójnik – wyraz łączący dwa zdania, równoważniki zdań lub wyrażenia w jedno zdanie złożone. Przeważnie występuje na granicy pomiędzy wypowiedziami składowymi, choć niektóre spójniki mogą być używane wewnątrz drugiej z nich. W funkcji spójników mogą także występować dwu- lub kilkuwyrazowe połączenia zawierające inne części mowy (są to tzw. spójniki zestawione).

## Język polski

### Podział
W języku polskim spójniki wyróżniane są zwykle jako osobna, nieodmienna część mowy. W języku polskim wyróżnia się:
- spójniki współrzędne (parataktyczne):
  - łączne, np. a, i, oraz, tudzież
  - rozłączne, np. albo, bądź, czy, lub
  - wykluczające, np. ani, ni
  - przeciwstawne, np. a, aczkolwiek, ale, jednak, lecz, natomiast, zaś
  - wyjaśniające, np. czyli, mianowicie, to jest
  - wynikowe, np. dlatego, i, przeto, tedy, więc, zatem, toteż
- spójniki podrzędne (hipotaktyczne), np. aby, bowiem, choć, czy, jeżeli, ponieważ, że.

Spójniki podrzędne zawsze wprowadzają zdanie podrzędne (lub równoważnik zdania), tworząc zdanie złożone. Niektóre spójniki (np. a, czy, i) mogą, w zależności od kontekstu, reprezentować dwie różne z powyższych kategorii.

### Interpunkcja
Jako że spójniki łączą ze sobą autonomiczne wypowiedzi, ich stosowanie jest blisko związane z interpunkcją, zwłaszcza z zastosowaniem przecinka jako znaku oddzielającego. W języku polskim zdanie podrzędne należy zawsze oddzielać przecinkiem od zdania względem niego nadrzędnego (z obu stron, jeśli to możliwe). Stąd często powtarzana w szkołach reguła nakazująca stawianie przecinka przed określonymi spójnikami, która obejmuje jednak tylko część zastosowań przecinka w tej funkcji (spójnik występuje tylko z jednej strony zdania podrzędnego) i nie jest zbyt ścisła (spójnik może wystąpić w środku zdania podrzędnego, na granicy dwóch zdań podrzędnych lub być częścią spójnika zestawionego).
Zdania podrzędne (konieczne do oddzielenia przecinkami od zdań nadrzędnych) najczęściej są wprowadzane przez spójniki takie jak: by, aby, żeby, ażeby, bo, gdyż, ponieważ, bowiem, albowiem, jak, jeśli, jeżeli, chyba że, mimo że, pomimo że.
Zdania współrzędne i części wyrażeń złożonych oddziela się przecinkiem, gdy są połączone spójnikiem przeciwstawnym (np. a, ale, zaś, lecz, tylko, natomiast, acz, aczkolwiek, jednak, jednakże), wyjaśniającym (np. czyli, mianowicie, to jest, to znaczy) lub wynikowym (np. więc, zatem, toteż, dlatego, przeto) oraz gdy są połączone bezspójnikowo.
W pozostałych przypadkach przecinek jest potrzebny, gdy człon występujący po spójniku ma charakter wtrącenia lub dopowiedzenia (typowymi przykładami są wyrażenia wprowadzane przez: a nawet, albo i, czy raczej, i to, lub też itp.) oraz gdy ten sam spójnik występuje przed obydwoma członami (np. i ten, i tamten vs. ten i tamten).